# Liparis phyllocardia
Liparis phyllocardia är en orkidéart som beskrevs av Rudolf Schlechter. Liparis phyllocardia ingår i släktet gulyxnen, och familjen orkidéer. Inga underarter finns listade i Catalogue of Life.